# Гэвин, Энди
Эндрю Скотт Гэвин (англ. Andrew Scott Gavin; 11 июня 1970 года, Вашингтон, округ Колумбия, США) — американский программист в области компьютерных игр, предприниматель и писатель. В 1986 году Гэвин вместе с другом детства Джейсоном Рубином основал компанию по производству видеоигр Naughty Dog, которая выпустила такие игры, как Crash Bandicoot и Jak and Daxter. До основания Naughty Dog Гэвин работал с языком программирования LISP в лаборатории искусственного интеллекта Массачусетского технологического института.

## Образование
Гавин получил степень бакалавра наук в области нейробиологии в Хаверфордском колледже. Затем он поступил в Массачусетский технологический институт, где проводил исследования для Лаборатории реактивного движения на проекте «Mars Rover Vision» под руководством Рода Брукса. Во время учебы Гэвин освоил язык программирования LISP и разработал ряд собственных языков программирования, которые впоследствии были использованы для создания графики, управления, звука и искусственного интеллекта в играх компании Naughty Dog.

## Карьера

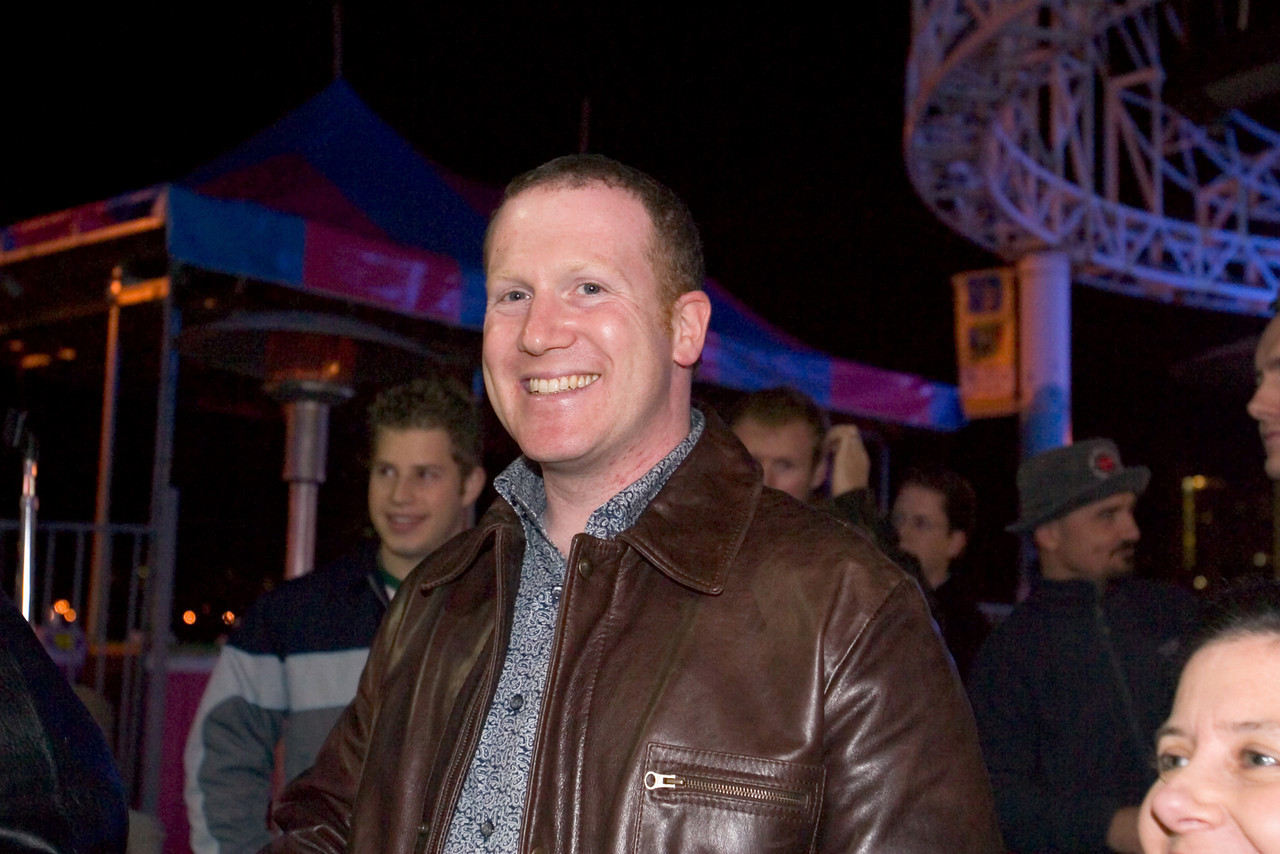
Гавин на вечеринке Naughty Dog Wrap Party, Санта-Моника, Калифорния, 2009

В 1985 году Гэвин и Рубин создали свою первую видеоигру под названием Math Jam. Через четыре года, в 1989, они продали игру Keef the Thief компании Electronic Arts. В начале 1990-х их файтинг Way of the Warrior привёл к заключению договора с компанией Universal Interactive Studios на несколько игр. В рамках этого сотрудничества они создали серию игр Crash Bandicoot, а позже и серию Jak and Daxter. К концу 2000 года Рубин и Гэвин продали компанию Naughty Dog корпорации Sony Computer Entertainment America. За это время было выпущено 14 игр от Naughty Dog, которые в сумме продались тиражом свыше 35 миллионов экземпляров и принесли доход в размере более 1 миллиарда долларов.
Работая в Naughty Dog, Гэвин разработал два диалекта LISP для использования в разработке игр: Game Oriented Object Lisp (GOOL) и его преемник Game Oriented Assembly Lisp (GOAL). Эти языки включали в себя новаторские решения в отношении выбора и дизайна языка.
Вскоре после ухода из Naughty Dog в 2004 году Гэвин и Рубин вместе с бывшим исполнительным директором HBO, Джейсоном Р. Кеем, основали новый интернет-стартап под названием Flektor. В мае 2007 года компания была продана Fox Interactive Media, подразделению News Corp. В корпорации Fox компания описывалась как «веб-сайт нового поколения, который предоставляет пользователям набор веб-инструментов для преобразования их фотографий и видео в динамические слайд-шоу, открытки, интерактивные презентации в реальном времени и видео-мэшапы». В октябре 2007 года Flektor стал партнером дочерней компании MySpace и MTV, чтобы обеспечить мгновенную обратную связь с аудиторией посредством опросов, для интерактивной серии президентских диалогов MySpace / MTV с сенатором и кандидатом в президенты Бараком Обамой.
Гэвин покинул Fox Interactive Media в 2008 году. В 2009 году он и Рубин анонсировали новый стартап социальных игр под названием Monkey Gods, который работал над новой версией Snood вместе с казуальной игрой в слова под названием MonkWerks.
Гавин также выпустил мрачный исторический фантастический роман «The Darkening Dream», опубликованный в декабре 2011 года. Его второй роман «Untimed», в котором рассказывается о путешествиях во времени, был выпущен 19 декабря 2012 года.

## Работа

### Видеоигры
| Игра                                   | Релиз | Платформа                                          | Роль                                  |
| -------------------------------------- | ----- | -------------------------------------------------- | ------------------------------------- |
| Math Jam                               | 1985  | Apple II                                           | Программист                           |
| Ski Crazed                             | 1986  | Apple II                                           | Программист                           |
| Dream Zone                             | 1987  | Commodore Amiga, Apple II                          | Программист                           |
| Keef the Thief                         | 1989  | Commodore Amiga, Apple II, Sega Mega Drive/Genesis | Программист                           |
| Rings of Power                         | 1991  | Sega Mega Drive/Genesis                            | Программист/Дизайнер                  |
| Way of the Warrior                     | 1994  | 3DO                                                | Продюсер/Программист/Дизайнер         |
| Crash Bandicoot                        | 1996  | PlayStation                                        | Продюсер/Ведущий программист/Дизайнер |
| Crash Bandicoot 2: Cortex Strikes Back | 1997  | PlayStation                                        | Продюсер/Ведущий Программист/Дизайнер |
| Crash Bandicoot 3: Warped              | 1998  | PlayStation                                        | Продюсер/Ведущий Программист/Дизайнер |
| Crash Team Racing                      | 1999  | PlayStation                                        | Технический директор                  |
| Jak & Daxter: The Precursor Legacy     | 2001  | PlayStation 2                                      | Продюсер/Ведущий Программист/Дизайнер |
| Jak II                                 | 2003  | PlayStation 2                                      | Продюсер/Ведущий Программист/Дизайнер |
| Jak 3                                  | 2004  | PlayStation 2                                      | Продюсер/Ведущий Программист/Дизайнер |
| Jak X: Combat Racing                   | 2005  | PlayStation 2                                      | Особая Благодарность                  |
| Daxter                                 | 2006  | PlayStation Portable                               | Особая Благодарность                  |
| Uncharted: Drake's Fortune             | 2007  | PlayStation 3                                      | Особая Благодарность                  |